# Березовець (Польща)
Березовець (пол. Brzozowiec) — давнє лемківське село, тепер — присілок села Чашин у Підкарпатському воєводстві Республіка Польща, Сяноцького повіту, гміна Загір'я. У 1975–1998 роках входило до складу Кроснянського воєводства.

## Розташування
Знаходиться за 11 км на південний-захід від Загір'я, 14 км на захід від Сяніка і 69 км на південь від Ряшева, неподалік річки Ослава.
Через село пролягає воєводська шосейна дорога № 892 Загір’я-Команча та залізниця № 107 Нове Загір’я-Лупків на Словаччину.

## Історія
Перша письмова згадка відноситься до 1487 року під назвою Чашинська Воля.
У 1939 р. в селі було переважно лемківське населення: з 300 жителів села — 255 українців-грекокатоликів, 10 українців-римокатоликів, 30 поляків і 5 євреїв. 
До 1946 р. в селі була греко-католицька громада, яка належала до парохії Чашин Ліського деканату, в 1936 р. налічувала 269 парафіян.
Після депортацій українського населення 1944–1946 років переважну більшість мешканців села сьогодні становлять поляки. 